# Coppa Italia 1991 (hockey su ghiaccio)
La Coppa Italia 1991 di hockey su ghiaccio fu la 3ª edizione del trofeo, riproposta dopo ben 17 anni dall'ultima edizione e tuttavia in seguito interrotta per altri 7 anni.

## Tabellone
Alla coppa Italia del 1991 si sfidarono quattro formazioni, le migliori due per ciascun girone tra le squadre italiane escluse dalla finale dell'Alpenliga. Le gare delle finali, che contrapponevano due squadre venete, si disputarono il 21 ed il 23 novembre 1991.
|  | Semifinali    | Semifinali    | Semifinali | Semifinali | Semifinali |  |  | Finale  | Finale  | Finale | Finale | Finale |  |
|  |               |               |            |            |            |  |  |         |         |        |        |        |  |
|  | Alleghe       | Alleghe       | 7          | 5          | 12         |  |  |         |         |        |        |        |  |
|  | Varese        | Varese        | 3          | 1          | 4          |  |  | Alleghe | Alleghe | 3      | 6      | 9      |  |
|  | Fassa Falcons | Fassa Falcons | 3          | 1          | 4          |  |  | Asiago  | Asiago  | 6      | 4      | 10     |  |
|  | Asiago        | Asiago        | 10         | 11         | 21         |  |  |         |         |        |        |        |  |

 Grazie alla miglior differenza reti l'Asiago Hockey vince la sua prima Coppa Italia, che è anche il primo trofeo vinto dalla squadra dell'altopiano.